# 6626 Mattgenge
6626 Mattgenge eller 1981 EZ46 är en asteroid i huvudbältet som upptäcktes den 2 mars 1981 av den amerikanska astronomen Schelte J. Bus vid Siding Spring-observatoriet. Den är uppkallad efter britten Matthew Genge.
Asteroiden har en diameter på ungefär 8 kilometer.